# Khmer (Sprache)
Khmer (ភាសាខ្មែរ Phéasa Khmér, Aussprache: [pʰiːəsaː kʰmaːe] ; auch: Kambodschanisch) ist die Amtssprache Kambodschas. Sie ist Muttersprache der Khmer, der größten Bevölkerungsgruppe des Landes, und wird zur austroasiatischen Sprachfamilie gezählt. Sie ist geprägt von der Kultur der südostasiatischen Halbinsel, d. h. von den benachbarten Sprachen Thai und Laotisch, von den Sprachen des Buddhismus – Sanskrit und Pali. Im Gegensatz zu den benachbarten Sprachen Thai, Laotisch und dem entfernt verwandten Vietnamesisch ist Khmer keine Tonsprache. Die verwendete Khmer-Schrift ist eine von den indischen Schriften abgeleitete Schrift, deren früheste Schriftdokumente aus dem 6. bis 7. Jahrhundert n. Chr. stammen.

## Phonologie
Die moderne Hochsprache hat folgende Konsonanten- und Vokalphoneme:

### Konsonanten
| p   | t | c | k | ʔ |
| ɓ   | ɗ |   |   |   |
| (f) | s |   |   | h |
| m   | n | ɲ | ŋ |   |
| w   |   | j | h |   |
|     | l |   |   |   |
|     | ɽ |   |   |   |

Die Konsonanten p, t, c und k sind im Silbenanlaut aspiriert. Der Konsonant f kommt nur in wenigen Lehnwörtern vor. Die Konsonanten ʃ, z und g kommen nur in Lehnwörtern aus dem Französischen und anderen europäischen Sprachen vor.

### Vokale und Diphthonge
| i   | e   |     | ɨ   | ə   | a   | ɑ   | u   | o   |     |
| iː  | eː  | ɛː  | ɨː  | əː  | aː  | ɑː  | uː  | oː  | ɔː  |
| iːə | eːi | aːe | ɨːə | əːɨ | aːə | ɑːo | uːə | oːu | ɔːə |
|     | eə  |     |     |     |     |     | uə  | oə  |     |

Es gibt unterschiedliche Auffassungen über die genaue Zahl und die exakte Aussprache dieser Vokale und Diphthonge.

### Silben- und Wortstruktur
Die meisten Wörter sind ein- oder zweisilbig. Die folgende Tabelle listet die möglichen konsonantischen Silbenanlaute (mit phonetischen Veränderungen) auf.
|      | pʰt- | pʰc- | pʰk- | pʰʔ- |      | pɗ-  |      | pʰn- | pʰɲ- | pʰŋ- |      | pʰj- | pʰl- | pɽ-  | ps-  | ph-  |      |       |
| tʰp- |      |      | tʰk- | tʰʔ- | tɓ-  |      | tʰm- | tʰn- |      | tʰŋ- | tw-  | tj-  | tl-  | tɽ-  |      | th-  |      |       |
| cʰp- |      |      | cʰk- | cʰʔ- | cɓ-  | cɗ-  | cʰm- | cʰn- |      | cʰŋ- | cʰw- |      | cʰl- | cɽ-  |      | ch-  |      |       |
| kʰp- | kʰt- | kʰc- |      | kʰʔ- | kɓ-  | kɗ-  | kʰm- | kʰn- | kʰɲ- | kŋ-  | kʰw- | kʰj- | kʰl- | kʰɽ- | ks-  | kh-  |      |       |
| sp-  | st-  |      | sk-  | sʔ-  | sɓ-  | sɗ-  | sm-  | sn-  | sɲ-  | sŋ-  | sw-  |      | sl-  | sɽ-  |      |      | sth- |       |
|      |      |      |      |      |      |      |      |      |      |      | ʔəw- |      |      |      |      |      |      |       |
|      | mət- | məc- |      | məʔ- |      | məɗ- |      | mən- | məɲ- |      |      |      | məl- | məɽ- | məs- | məh- |      |       |
| ləp- |      |      | lək- | ləʔ- | ləɓ- |      | ləm- |      |      | ləŋ- | ləw- |      |      |      |      | ləh- |      | ləkh- |

Auf diese möglichen Silbenanlaute folgt einer der Vokale bzw. Diphthonge. Am Silbenende können folgende Konsonanten auftreten:  -p, -t, -c, -k, -ʔ, -m, -n, -ɲ, -ŋ, -w, -j, -l und -h (-ç).
Die häufigste Wortstruktur ist eine Vorsilbe, gefolgt von einer „vollen“ Silbe nach der obenstehenden Beschreibung. Vorsilben sind unbetont und haben die Struktur CV-, CɽV-, CVN- oder CɽVN- (C steht für einen Konsonanten, V für einen Vokal, N für m, n, ɲ oder ŋ). Der Vokal dieser Vorsilben wird in der gesprochenen Sprache meist zu ə reduziert.
Wörter können auch aus zwei „vollen“ Silben bestehen. Bei Wörtern mit mehr als zwei Silben handelt es sich meist um schriftsprachliche Ausdrücke, Lehnwörter aus dem Pali, Sanskrit, aus dem Französischen oder anderen Sprachen. Selbst bei Lehnwörtern gibt es die Tendenz, die Aussprache dem Muster Vorsilbe-Vollsilbe anzupassen.

## Verbreitung und Dialekte

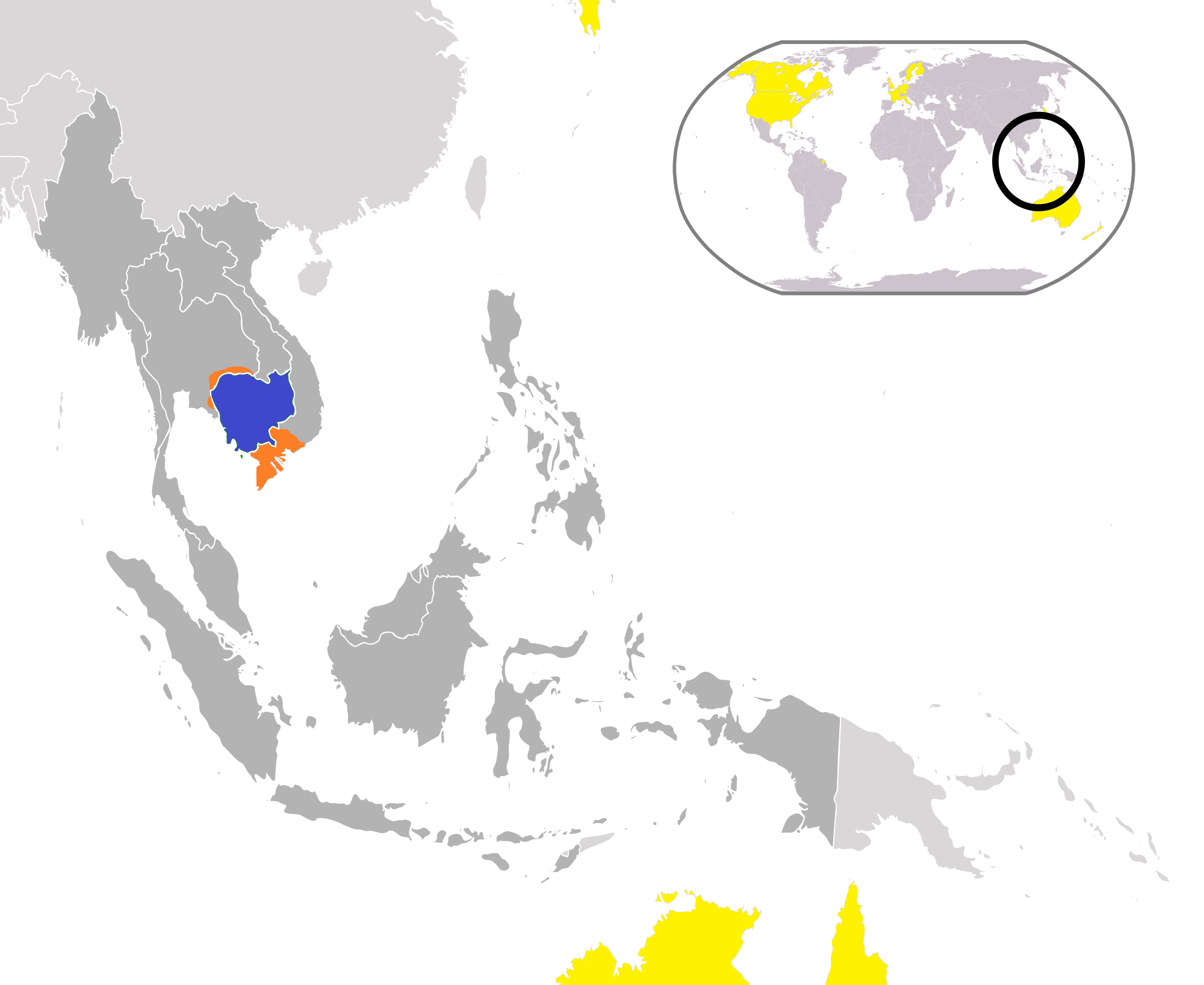
Verbreitung des Khmer: als Amtssprache (blau), Minderheitensprache (orange), Diaspora (gelb)

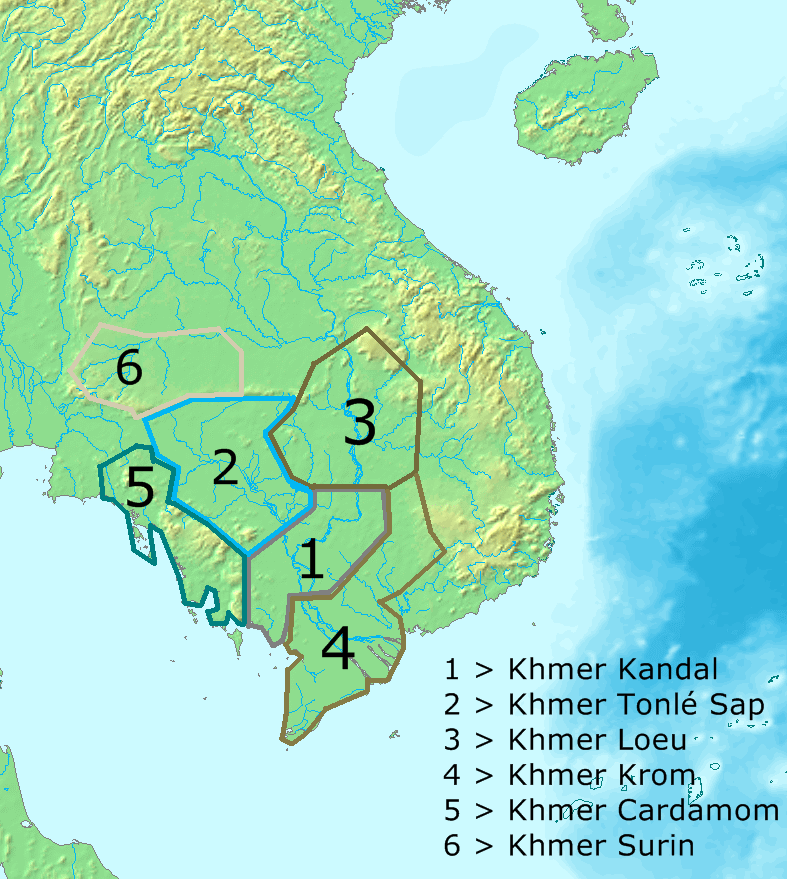
Khmer-Dialekte

Es wird von ca. 14 Millionen Muttersprachlern ausgegangen, davon 12,5 Millionen in Kambodscha, 1,5 Millionen in Thailand und Vietnam (Ethnologue 2009). Außerhalb Kambodschas wird Khmer auch von Minderheiten im Süden Vietnams, im Osten Thailands und im Süden von Laos gesprochen. Die frühesten Schriftdokumente stammen aus dem 6. bis 7. Jahrhundert n. Chr.
Khmer ist in verschiedene Dialekte differenziert. Der Dialekt von Phnom Penh ist nicht identisch mit der Hochsprache, sondern zeichnet sich vor allem dadurch aus, dass ɽ häufig ausfällt und stimmhafte Konsonanten stimmlos gesprochen werden.
Besonders ausgeprägt und vom Standard-Khmer unterschiedlich sind das nördliche Khmer (oder Surin-Khmer; Nr. 6 in der Karte rechts), das von circa 1,4 Millionen Sprechern in den nordostthailändischen Provinzen Surin, Buri Ram und Si Sa Ket gesprochen wird, und das südliche Khmer der Khmer Krom (Nr. 4) im zu Vietnam gehörenden Mekongdelta mit etwas über einer Million Sprechern. Die Dialekte innerhalb weiter Teile Kambodschas weisen dagegen nur relativ geringe Unterschiede auf und sind ohne Schwierigkeiten gegenseitig verständlich. Erheblichere Unterschiede gibt es allerdings in schwerer zugänglichen Gebieten wie etwa den Kardamom-Bergen (Nr. 5).

## Grammatik
Die grundlegende Satzstellung ist Subjekt-Verb-Objekt. Khmer ist im Wesentlichen eine isolierende Sprache, aber zur Wortbildung dienen Präfixe und Infixe.
Ein typisches Merkmal des Satzbaus ist die Serialverbkonstruktion: Aktionen werden in Verb-Ketten ausgedrückt, das heißt, um eine Aktion zu beschreiben, werden in der Regel mehrere Verben benötigt.

## Schrift
Die Sprache wird in der eigenen Khmer-Schrift (អក្សរខ្មែរ Âksâr Khmêr, Aussprache: [ɑːksɔː kʰmɛː]  auch kambodschanische Schrift) geschrieben, die von den indischen Schriften abgeleitet ist. Die Schrift benutzt 33 Konsonanten, 24 Vokale und 14 Initialvokale.